# Guerrilla Radio
Guerrilla Radio è un singolo del gruppo rap metal statunitense Rage Against the Machine, pubblicato nel 1999 ed estratto dall'album The Battle of Los Angeles.

## Il brano
Il brano è stato scritto da Tim Commerford, Zack de la Rocha, Tom Morello e Brad Wilk e prodotto da Brendan O'Brien.
Il testo è un chiaro riferimento al caso di Mumia Abu-Jamal, giornalista radiofonico (a cui fa riferimento anche il brano Voice of the Voiceless dello stesso album) e attivista delle Pantere Nere attualmente incarcerato per omicidio dopo un'indagine e un processo molto discussi.
La canzone ha permesso al gruppo di vincere il Grammy Award alla miglior interpretazione hard rock nell'ambito dei Grammy Awards 2001.

## Tracce
1. Guerrilla Radio
2. Without a Face (Live Version)